# Могилёвский государственный областной лицей № 1

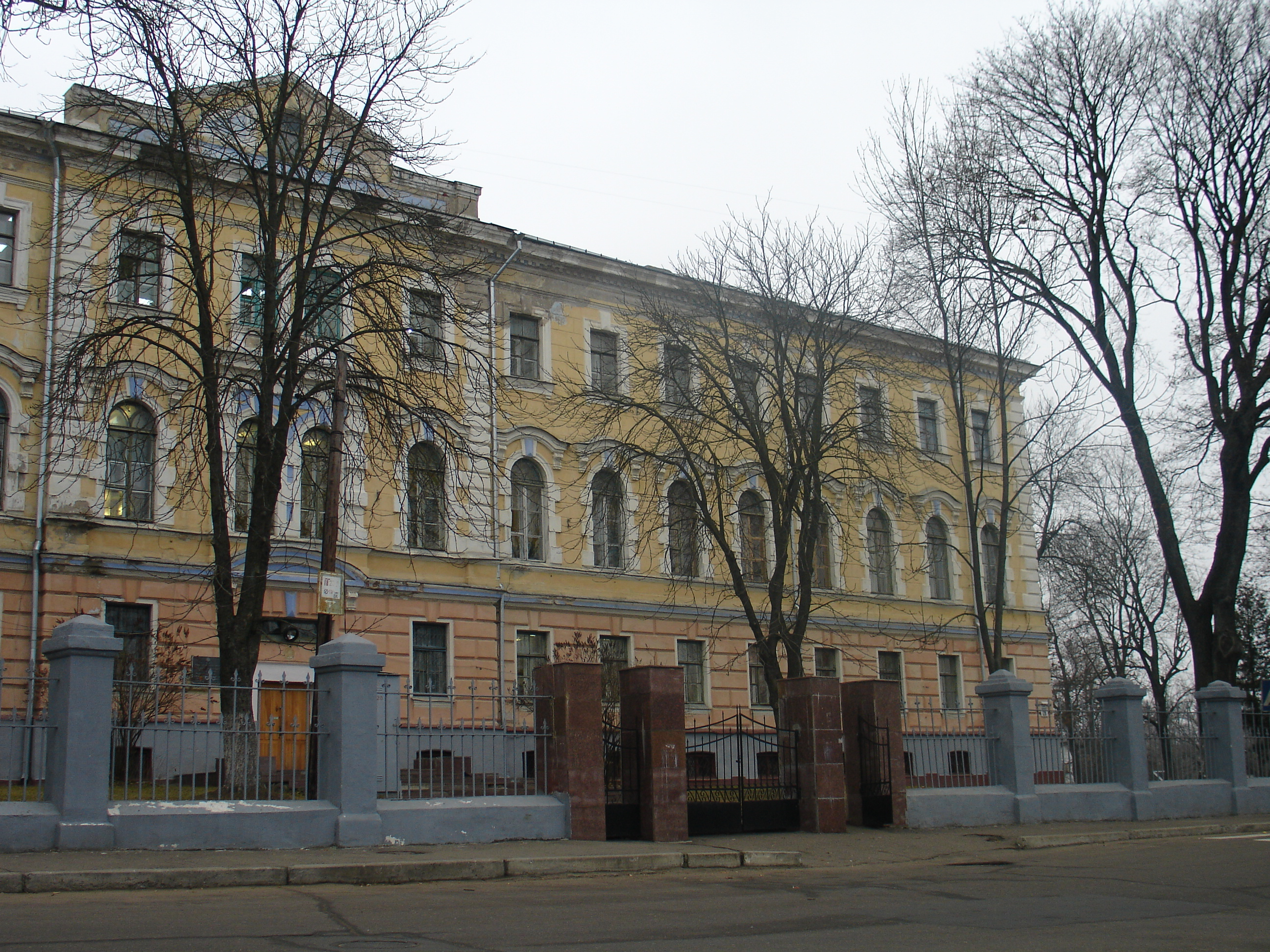
Могилёвский государственный областной лицей № 1

Могилёвский государственный областной лицей № 1 является учебно-исследовательским и образовательно-культурным центром в системе учебных заведений Могилёвской области и входит в состав учебно-методического комплекса на базе Могилёвского государственного университета им. А. А. Кулешова.

## История
В конце XX века в системе народного образования Белорусской ССР появились учебные заведения нового типа: колледжи, лицеи, гимназии. Первым подобным учебным заведением в городе Могилёве стал областной лицей при МГУ им. А. А. Кулешова по улице Воровского, д. 29.
Лицей при Могилёвском государственном педагогическом институте им. А. А. Кулешова создан согласно решению Могилёвского облисполкома № 5 от 17 апреля 1990 года и открыт 1 июля 1990 года, Лицей существует как самостоятельная юридическая единица и подчиняется управлению образования Могилёвского облисполкома.
В 1997 году в связи с получением Могилёвским государственным педагогическим институтом статуса университета лицей был переименован в Могилёвский областной лицей при МГУ им. А. А. Кулешова.
В 2001 году решением Могилёвского облисполкома № 14-18 от 27 июня 2001 года лицей переименован в учреждение образования «Могилёвский областной лицей № 1».

### История здания лицея
Здание построено в 1889—1892 годах по проекту архитекторов П. Г. Камбурова и М. М. Маркова для размещения в нём женского епархиального училища Духовного ведомства.
- 1892—1917 — женское епархиальное училище.
- 1918 — Школа красных командиров.
- В годы войны — гестапо.
- 1947—1951 — Педагогическое училище.
- 1957—1990 — Школа-интернат № 1 города Могилёв.
- С 1990 — Областной лицей.

## Направления обучения
- физико-математическое
- химико-биологическое
- обществоведческое
- филологическое
- информатико-математический
- педагогический

## Педагогический коллектив
В лицее работают:
- В. В. Барашков и Л. В. Попова — Заслуженные учителя Республики Беларусь;
- П. В. Шилов, Л. В. Попова, Л. Н. Гетманова, Е. И. Шалашкевич, С. Н. Колмакова, Л. Н. Ворон, А. А. Харланов — Отличники образования Республики Беларусь.

Премиями специального фонда Президента Республики Беларусь по социальной поддержке одаренных учащихся и студентов награждены:
- 164 учащихся, из них 42 — дважды и 16 — трижды;
- 17 педагогов, из них 2 — четырежды, 3 — трижды, 3 — дважды, В. В. Барашков — 5 раз.

## Администрация лицея
Директор (с 1995) — Шилов Петр Владимирович. Также он:
- учитель математики высшей категории;
- отличник образования Республики Беларусь;
- член совета специального фонда Президента Республики Беларусь по социальной поддержке одаренных учащихся и студентов;
- член совета МГУ им. А. А. Кулешова;
- награжден Медалью «За трудовые заслуги».

Зам. директора по учебной работе — Сорокина Юлия Георгиевна:
- учитель русского языка и литературы первой категории;
- в Лицее работает с 2001 года.

Зам. директора по учебно-методической работе — Сиваев Юрий Владимирович:
- выпускник Лицея 1992 года;
- учитель математики и астрономии высшей категории;
- в Лицее работает с 2009 года;
- награжден премией специального фонда Президента Республики Беларусь по социальной поддержке одаренных учащихся и студентов.

Зам. директора по воспитательной работе — Тыщенко Татьяна Михайловна:
- учитель предмета «Медицинская подготовка» первой категории;
- в Лицее работает с 1990 года.

Зам. директора по административно-хозяйственной части — Зайцева Виктория Александровна:
- в Лицее работает с 2007 года.

## Достижения лицея
За годы существования лицей дал знания 3281 учащемуся. 181 выпускник был награждён золотыми медалями, 296 — серебряными.
290 лицеистов стали призёрами и победителями республиканских олимпиад, 730 — областных.
Лицеисты 23 раза становились победителями международных олимпиад и конкурсов.

## Традиции лицея
Лицей — это неповторимая атмосфера дружбы, это «лицейские пятницы», в которых участвуют и лицеисты, и выпускники, и педагоги, и родители, и просто друзья лицея; это многочисленные спортивные соревнования, это ставшие традиционными, придуманные организацией лицея:
- Туристический поход-эстафета
- Большой Лицейский Походник
- «Капустник» (посвящение в лицеисты)
- Рождественский турнир по волейболу
- Рождественская ярмарка
- «Ліцэйскія Калядкі»
- Большой спортивный праздник «Лицейские Игры», посвященные Дню Победы
- «Лицейский звездопад» (шоу талантов)
- Галерея литературных героев
- День детства
- «Кірмаш» (ярмарка, на которой лицеисты продают свою выпечку и не только)
- Лицейская Организация Хронов — организация, образованная в 2003 году на базе лицейского турклуба с целью собрать энтузиастов и любителей походов вместе.